# 紫城镇
紫城镇是中国广东省河源市紫金县下辖的一个镇，位于紫金县中部，2009年7月经省政府批准由原紫城、乌石、附城三镇合并而成。是县政府驻地，全县政治、经济、文化、交通的中心。辖区总面积384.8平方公里，人口18万多，是省定中心镇并纳入为河源市副中心城区。2009年7月烏石鎮併入此鎮。

## 行政区划
紫城镇共辖12个居委会：九田、城东、永安、安民、西城、新安、城南、上坝、安良、通惠、附城、乌石，30个行政村：白溪村、城西村、林田村、蓝坑村、中洞村、中埔村、衙前村、水澄村、黄花村、横径村、新庄村、上庄村、鹧鸪村、璜光村、璜坑村、乌石村、石陂村、龙鸣村、荷岗村、南光村、龙湖村、龙潭村、上书村、下书村、澄且村、升车村、升平村、仕贵村、石坑村、榕林村、仙湖村。